# 奧林匹克水上運動中心 (里約熱內盧)
奧林匹克水上運動中心（葡萄牙語：Estádio Aquático Olímpico）是一座位於巴西里約熱內盧巴拉達蒂茹卡的臨時性室內水上運動中心。本場館將舉行2016年夏季奧林匹克運動會游泳、水球項目和2016年夏季帕拉林匹克運動會的游泳項目。2014年動工興建，2016年4月完工啟用，耗資約38,000,000美元。

## 外部連結
- Rio2016.org.br bid package. Volume 2. p. 56.
- Sports and venues of the 2016 Summer Olympics